# Hammersmith

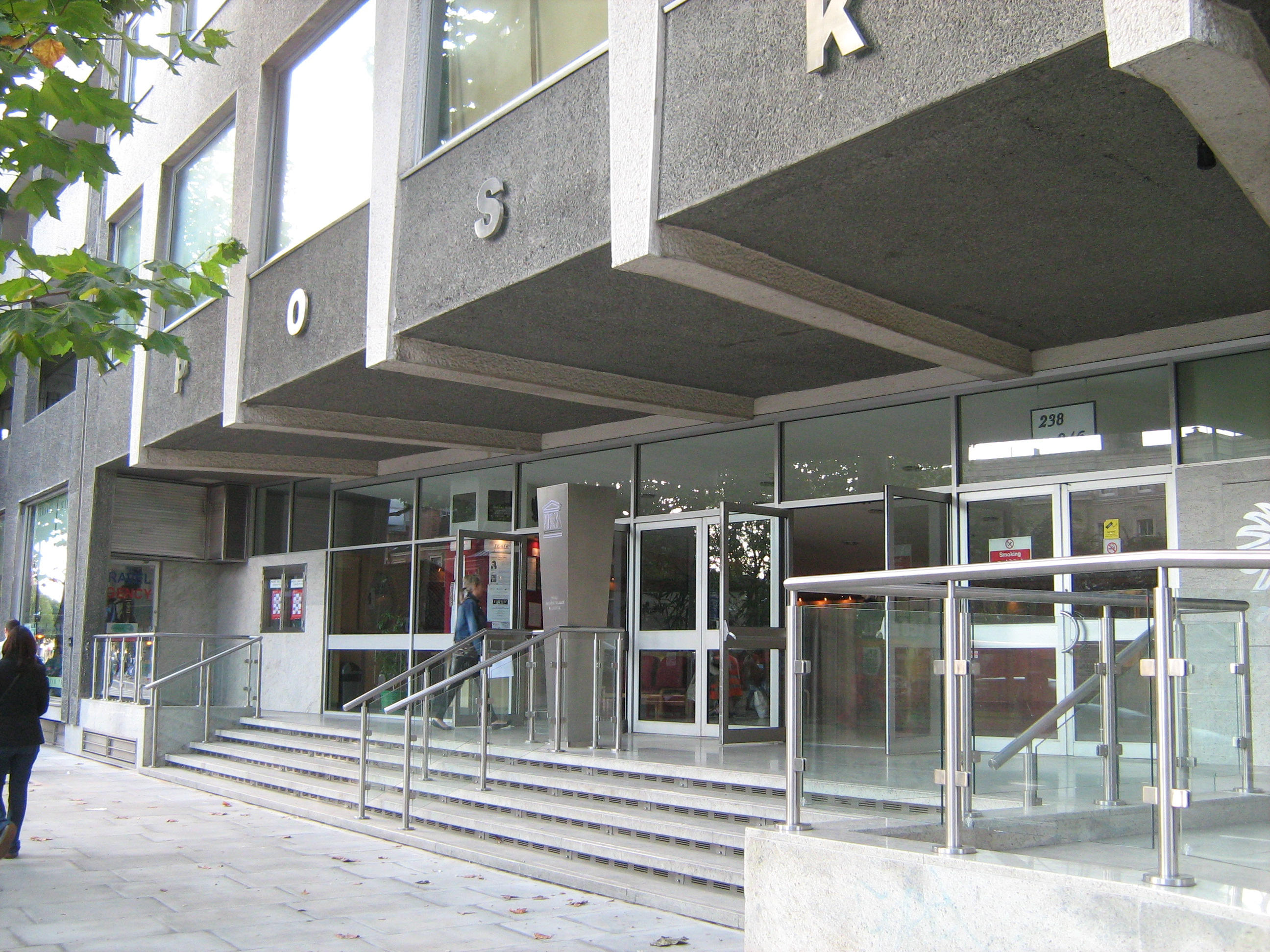
Budynek POSK-u

Hammersmith – dzielnica Londynu położona 8 km na północny zachód od Charing Cross w gminie London Borough of Hammersmith and Fulham. Dzielnica jest od kilkudziesięciu lat centrum mniejszości polskiej w Londynie. W Hammersmith znajduje się Polski Ośrodek Społeczno-Kulturalny, będący siedzibą powstałej w 1942 Biblioteki Polskiej – jednej z większych tego typu instytucji poza granicami Polski.

## Położenie
Dzielnica leży w północno-zachodniej części miasta, na północnym brzegu Tamizy. Położone jest przy drodze A4 łączącej centrum z autostradą M 25. Sąsiaduje od północy z Shepherd’s Bush, od wschodu z West Kensington, od południa z Fulham a od zachodu z Chiswick. W dzielnicy znajdują się dwie stacje metra linii Hammersmith & City Line.

## Historia
Początkowo część Fulham, samodzielny rozwój nastąpił w czasach nowożytnych. Dzielnica rozwinęła się dzięki położeniu przy drodze łączącej centrum Londynu z zachodnią Anglią; w 1800 liczyła 4500 mieszkańców. W okresie rewolucji technicznej przez Hammersmith biegła linia kolejowa; powstały również liczne zakłady przemysłowe m.in. Osram w 1908.

## Kultura i biznes
Hammersmith jest jednym z londyńskich centrów kulturalnych. Tu ma swą siedzibę Lyric Theatre, specjalizujący się w awangardowych i niekonwencjonalnych sztukach oraz teatr Hammersmith Apollo. W Hammersmith znajdują się siedziby m.in. brytyjskich oddziałów firm Coca-Cola, Disney, EMI, L’Oréal, Sony Ericsson, Universal Music Group.